# Pierre Adolphe Piorry

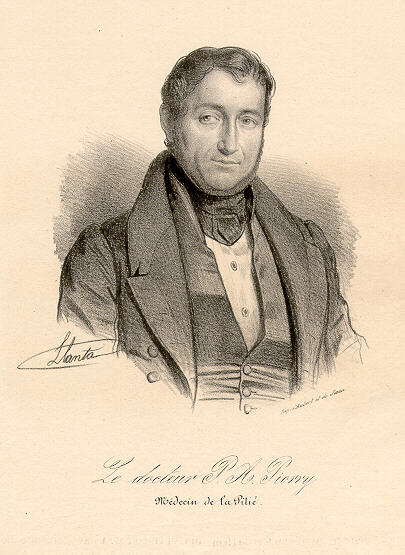
Pierre Adolphe Piorry.

Pierre Adolphe Piorry, född den 31 december 1794 i Poitiers, död den 29 maj 1879 i Paris, var en fransk läkare. 
Piorry började studera medicin i 16-årsåldern, men måste avbryta, då han under kriget följde med till Spanien som medhjälpare hos en kirurg. Han vände tillbaka till Paris 1814, tog doktorsgraden 1816 (Sur le danger de la lecture des livres de médecine pour les gens du monde) och började praktisera. År 1826 blev han agrégé och 1827 médecin des hôpitaux. Kort efter att Laënnec hade framställt sin lära om auskultationen, gjorde Piorry sin uppfinning av plessimetern, en rund elfenbensplatta, som läggs på patientens kropp, för att man genom att banka på den av ljudet skall kunna skönja organens tillstånd. Piorry skildrade sin metod i Traité sur la percussion médiate, 1828, som belönades med Prix Monthyon, och som samma år blev översatt till främmande språk. 
Piorry blev medlem av Académie de médecine 1823, men först 1840 professor i patologi. Denna post bytte han 1846 mot professuren i klinisk medicin vid Charité, och från 1864 till 1866 var han överläkare vid Hôtel-Dieu. Piorry var en mycket produktiv författare, som bland annat skrev: Procédé opératoire sur la percussion (1831), Traité du diagnostic et de séméiologie (1836—37); Traité de médecine pratique et de pathologie iatrique ou médicale (9 band med Atlas de plessimétrie, 1842—1851) och många andra. I Traité du plessimétrisme et d’organographisme (1866) införde Piorry "dermografin", metoden att ange organens gränser med hjälp av en blå blyertspenna, efter att de är utperkuterade.